# Кеннеди, Патрик Брендан
Патрик Брендан Кеннеди (англ. Patrick Brendan Kennedy, 20 июля 1929 — 9 июня 1966) — ирландский шахматист.
Чемпион Ирландии 1949 г. Победа в данном соревновании произвела настоящую сенсацию, поскольку Кеннеди, будучи дебютантом, сумел достичь стопроцентного результата, выиграв все 7 партий. Среди побежденных оказались известный мастер Дж. О’Хэнлон, действующий на тот момент чемпион страны Д. О’Салливан и участник шахматной олимпиады 1939 г. У. Нэш.
Вскоре после победы в чемпионате Кеннеди отошел от шахмат и сосредоточился на научной работе. В конце жизни он имел ученое звание профессора.